# Jevgenyij Anatoljevics Popov
Popov, Jevgenyij Anatoljevics (Евгений Анатольевич Попов, Krasznojarszk, 1946. január 5. –) orosz író.

## Élete
1963-1968 között a Moszkvai Geológiai Egyetem hallgatója volt.
Már 1962 óta jelentek meg írásai. 1968-1975 között a krasznojarszki területen geológusként dolgozott. 1978-1979 között írószövetségi tag. A Metropol almanachban való részvételért kizárták, szamizdatban publikált. 1988-ban visszavették a szövetségbe.

## Művei
- Csertova gyuzsina rasszkazov (elbeszélésciklus, 1979)
- Veszelije Ruszi (1981)
- Zsdu ljubvi nyeverolomnoj (elbeszélések, 1989)
- Dusa patriota (1989, magyarul: A hazafi lelke, 2000)
- Prekrasznoszty zsiznyi (Az élet szépsége, 1990)
- Resztoran Berjozka (1991)
- Szamoljot na Köln (Repülőgép Kölnbe, 1991)
- Nakanunye nakanunye (1993)
- Zeljonije muzikanti (regény, 1998)
- Podlinnaja isztorija zeljonih muzikantov (A zöld zenészek igaz története, 1999)
- Gyeszjaty let tomu vperjod (2000)

### Magyarul
- A hazafi lelke, avagy Különféle közlemények Fityfiricshez; ford. Holka László, utószó Szőke Katalin; Európa, Bp., 2000
- Vodkára vodkát. "Változatok oroszra"; vál., szerk. Kiss Ilona, ford. Gorenity József et al.; Európa, Bp., 2013

## Külső hivatkozások
- Litera.hu